# 普里比洛夫群岛

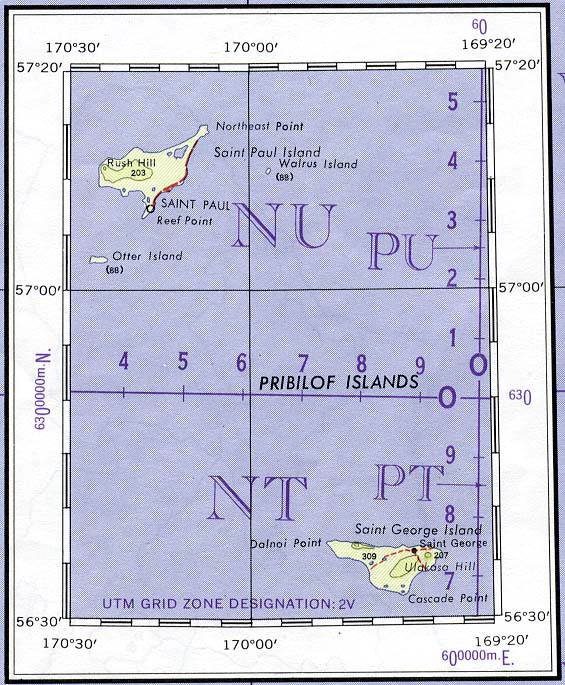
普里比洛夫群岛地图。

普里比洛夫群岛（Pribilof Islands）是美国阿拉斯加白令海东南部的群岛。由聖保羅島、聖喬治島及两小岛Otter、海象島组成。面积197平方公里。人口约600人。由火山作用形成。1788年由俄国水手加夫里爾·普里比洛夫首先发现，故名。1867年和阿拉斯加一起归属美国。捕猎海狗、海豹曾经是该地区的主要经济活动，所产海豹皮、海狗皮非常有名。现在该地区已经禁止（除阿留申人外）捕猎海豹、海狗。